# Laureaci Nagrody Nobla w dziedzinie literatury
Laureaci Nagrody Nobla w dziedzinie literatury – osoby wyróżnione przez Akademię Szwedzką literacką Nagrodą Nobla. Ustanowiona testamentem Alfreda Nobla z 1895 roku jest przyznawana od 1901. W latach 1901–2024 wyróżnionych zostało 121 osób.

## Zasady przyznawania nagrody
Wolą Alfreda Nobla było, aby nagroda trafiła w ręce osoby, która stworzy najbardziej wyróżniające się dzieło w kierunku idealistycznym. Jako organ przyznający nagrodę Nobel wskazał Akademię Szwedzką. Została ona założona na wzór Akademii Francuskiej przez króla Gustawa III w 1786. Akademia składa się z 18 członków, znanych jako De Aderton („Osiemnastu”). W jej skład wchodzą szwedzcy pisarze, poeci, filolodzy i historycy. Członkowie Akademii wybierani są dożywotnio. Nad wyborem laureata pracuje Komitet Noblowski, składający się z czterech lub pięciu osób, wybrany spośród członków Akademii na okres trzech lat.
Nazwiska kandydatów do wyróżnienia mogą być zgłaszane przez członków Akademii Szwedzkiej oraz innych akademii i instytucji o podobnym charakterze. Prawo to otrzymali także uniwersyteccy profesorowie literatury i filologii, laureaci literackiej Nagrody Nobla oraz przewodniczący stowarzyszeń odpowiedzialnych za twórczość literacką w poszczególnych krajach. Nominacje pozostają niejawne przez 50 lat.

### Cykl pracy
Cykl pracy nad przyznawaniem nagrody wygląda następująco:
WrzesieńCzłonkowie Komitetu Noblowskiego wysyłają około 600–700 formularzy do osób uprawnionych do nominacji. Nominacje muszą być zgłaszane do 31 stycznia następnego roku, nominujący nie mogą wystawiać własnej kandydatury, powinni także oprócz nazwiska, dołączyć motywację, jednak nie jest to wymagane.
LutyKomitet tworzy listę i przekazuje Akademii do zatwierdzenia.
KwiecieńKomitet wybiera 15–20 nazwisk kandydatów wstępnych do rozpatrzenia przez Akademię.
MajKomitet zawęża listę do 5 finalistów do rozpatrzenia przez Akademię.
Czerwiec–sierpieńCzłonkowie Akademii zapoznają się z twórczością kandydatów, członkowie Komitetu przygotowują raport na temat każdego z kandydatów.
WrzesieńDyskusja nad twórczością kandydatów.
PaździernikCzłonkowie Akademii w głosowaniu większościowym wybierają jednego spośród piątki kandydatów.
Grudzień10 grudnia w Sztokholmie odbywa się uroczysta Ceremonia Wręczenia Nagrody Nobla.

## Statystyki
W latach 1901–2024 literacka Nagroda Nobla została przyznana 117 razy (siedmiokrotnie Nagrody nie przyznano), przy czym wyróżnionych zostało 121 osób. W latach 1904, 1917, 1966, 1974 Akademia Szwedzka nagrodziła po dwie osoby. Do roku 2024 wśród laureatów znalazło się 18 kobiet. Najmłodszym laureatem był nagrodzony w 1907 Rudyard Kipling (miał wówczas 41 lat), najstarszą wyróżnioną osobą była nagrodzona w 2007, Doris Lessing; w chwili ogłoszenia nominacji miała 88 lat.
Pierwszym laureatem literackiej nagrody Nobla został Sully Prudhomme. Otrzymał on wówczas 150 782 SEK, w roku 2023 wartość pełnej nagrody to 11 milionów SEK.
Do 2024 roku dwie osoby odmówiły przyjęcia nagrody. W 1958 Akademia nominowała Borisa Pasternaka, który początkowo zaakceptował wyróżnienie, później jednak odmówił ze względu na naciski władz ZSRR. Jean-Paul Sartre nie przyjmował żadnych nagród za swoją działalność literacką, czym motywował odmowę przyjęcia nagrody w 1964 roku.
Jedyny raz nagrodę przyznano pośmiertnie – w 1931 otrzymał ją Erik Axel Karlfeldt, od 1974 roku Statut Fundacji Nobla zabrania pośmiertnych wyróżnień, o ile śmierć nie nastąpiła po ogłoszeniu nominacji.
Zgodnie z wolą fundatora, laureaci mają być wybierani bez względu na ich narodowość; sama nagroda zaś ma charakter międzynarodowy. W latach 1901–2024 najczęściej nagradzani byli pisarze tworzący w języku angielskim (31 wyróżnień), następnie – francuskim (15 nagrodzonych) i niemieckim (14 laureatów).

## Nagroda
Uroczyste wręczenie wyróżnień ma miejsce w budynku filharmonii sztokholmskiej każdego 10 grudnia – w dniu rocznicy śmierci fundatora. Stockholms Konserthus jest gospodarzem uroczystości od 1926 roku.
Każdy laureat w czasie uroczystości wręczenia wyróżnień otrzymuje oprócz nagrody pieniężnej także medal oraz dyplom. Medal, zaprojektowany przez Erika Lindberga, przedstawia młodego mężczyznę siedzącego pod wawrzynem, słuchającego i spisującego pieśń Muzy. Nad tym obrazem umieszczona jest inskrypcja pochodząca z Eneidy:

Inventas vitam iuvat excoluisse per artes

Na dole medalu wygrawerowane są imię i nazwisko nagrodzonego oraz napis ACAD. SUEC. oznaczający Akademię Szwedzką. Na odwrocie medalu umieszczona została podobizna fundatora.
Dyplom literackiej Nagrody Nobla nie ma stałego wyglądu. Rokrocznie, po ogłoszeniu nazwiska laureata, dyplom projektowany jest z odniesieniem do jego twórczości. Od 2004 za projekty dyplomów dla laureatów literackiego Nobla odpowiedzialna jest Karin Mamma Andersson. Treść dyplomu jest niezmienna i jest ona kaligrafowana po szwedzku.

## Lista laureatów
| Rok  | Imię i nazwisko       | Imię i nazwisko              | Państwo                                | Język                                | Uzasadnienie |
| ---- | --------------------- | ---------------------------- | -------------------------------------- | ------------------------------------ | --- |
| 1901 |                       | Sully Prudhomme              | Francja                                | francuski                            | za „wybitne osiągnięcia poetyckie, a zwłaszcza za idealizm, doskonałość artystyczną oraz niezwykłe połączenie duchowości i intelektu” |
| 1902 |                       | Theodor Mommsen              | Cesarstwo Niemieckie                   | niemiecki                            | „największy żyjący mistrz sztuki pisarstwa historycznego, ze szczególnym uwzględnieniem jego monumentalnego dzieła Historia Rzymu, |
| 1903 |                       | Bjørnstjerne Bjørnson        | Norwegia                               | norweski                             | za „wzniosłą i różnorodną poezję, która zawsze odznaczała się świeżością natchnienia i niezwykłą czystością ducha oraz za talent epicki i dramatyczny”                                                                                          |
| 1904 |                       | Frédéric Mistral             | Francja                                | oksytański                           | za „świeżość i oryginalność pełnych natchnienia utworów poetyckich, prawdziwie oddających realia życia oraz ducha narodu” |
| 1904 |                       | José Echegaray               | Hiszpania                              | hiszpański                           | za „liczne zasługi dla odrodzenia tradycji hiszpańskiego dramatu” |
| 1905 |                       | Henryk Sienkiewicz           | Królestwo Polskie                      | polski                               | za „wybitne osiągnięcia w dziedzinie epiki i rzadko spotykany geniusz, który wcielił w siebie ducha narodu” |
| 1906 |                       | Giosuè Carducci              | Włochy                                 | włoski                               | „nie tylko za głęboką wiedzę i krytyczny umysł, ale przede wszystkim za twórczą energię, świeżość stylu i siłę liryczną, tak charakterystyczną dla jego poetyckich arcydzieł”                                                                   |
| 1907 |                       | Rudyard Kipling              | Wielka Brytania                        | angielski                            | za „zmysł obserwacyjny, dojrzałość idei i wybitny talent prozatorski” |
| 1908 |                       | Rudolf Eucken                | Cesarstwo Niemieckie                   | niemiecki                            | za „poszukiwanie prawdy, przenikającą wszystko siłę myśli, szeroki horyzont, bystrość i sugestywność, z którymi bronił on i rozwijał filozofię idealistyczną”                                                                                   |
| 1909 |                       | Selma Lagerlöf               | Szwecja                                | szwedzki                             | „w hołdzie wielkiemu idealizmowi, błyskotliwej wyobraźni i duchowej przenikliwości, które wyróżniają jej utwory” |
| 1910 |                       | Paul Heyse                   | Cesarstwo Niemieckie                   | niemiecki                            | za „artyzm i idealizm, które demonstrował na przestrzeni całej swojej długiej i płodnej twórczo drogi jako poeta liryczny, dramaturg, powieściopisarz i autor znanych na całym świecie nowel”                                                   |
| 1911 |                       | Maurice Maeterlinck          | Belgia                                 | francuski                            | za „wielostronną działalność literacką, a w szczególności za utwory dramatyczne, wyróżniające się bogactwem wyobraźni i poetycką fantazją” |
| 1912 |                       | Gerhart Hauptmann            | Cesarstwo Niemieckie                   | niemiecki                            | „przede wszystkim w uznaniu jego płodnej, różnorodnej i wybitnej działalności w dziedzinie sztuki dramatycznej” |
| 1913 |                       | Rabindranath Tagore          | Indie Brytyjskie                       | bengalski i angielski                | za „pełne głębokiego uczucia, oryginalne i przepiękne wiersze, w których z wyjątkowym mistrzostwem wyraziło się jego myślenie poetyckie, będące, według jego własnych słów, częścią literatury Zachodu”                                         |
| 1914 | nagrody nie przyznano | nagrody nie przyznano        | nagrody nie przyznano                  | nagrody nie przyznano                | nagrody nie przyznano |
| 1915 |                       | Romain Rolland               | Francja                                | francuski                            | za „wielki idealizm utworów literackich, za współczucie i za umiłowanie prawdy, z którą opisuje on różne charaktery ludzkie” |
| 1916 |                       | Verner von Heidenstam        | Szwecja                                | szwedzki                             | „najbardziej widoczny przedstawiciel nowej ery w literaturze światowej” |
| 1917 |                       | Karl Gjellerup               | Dania                                  | duński                               | za „różnorodną twórczość poetycką i wzniosłe ideały” |
| 1917 |                       | Henrik Pontoppidan           | Dania                                  | duński                               | za „prawdziwe opisanie życia współczesnego Danii” |
| 1918 | nagrody nie przyznano | nagrody nie przyznano        | nagrody nie przyznano                  | nagrody nie przyznano                | nagrody nie przyznano |
| 1919 |                       | Carl Spitteler               | Szwajcaria                             | niemiecki                            | za niezrównany epos „Wiosna olimpijska” |
| 1920 |                       | Knut Hamsun                  | Norwegia                               | norweski                             | za powieść „Błogosławieństwo ziemi” |
| 1921 |                       | Anatole France               | Francja                                | francuski                            | za „błyskotliwe osiągnięcia literackie wyróżniające się wykwintnością stylu, głębokim humanizmem i prawdziwie galijskim temperamentem” |
| 1922 |                       | Jacinto Benavente            | Hiszpania                              | hiszpański                           | za „błyskotliwe mistrzostwo, z jakim kontynuuje tradycje hiszpańskiego dramatu” |
| 1923 |                       | William Butler Yeats         | Irlandia                               | angielski                            | za „uduchowioną twórczość poetycką, oddającą w najwyższej formie artystycznego ducha narodowego” |
| 1924 |                       | Władysław Reymont            | Polska                                 | polski                               | za „wybitny epos narodowy, powieść Chłopi” |
| 1925 |                       | George Bernard Shaw          | Wielka Brytania                        | angielski                            | „za twórczość naznaczoną idealizmem i humanizmem, za przenikliwą satyrę, która często łączy się z wyjątkowym pięknem poetyckim” |
| 1926 |                       | Grazia Deledda               | Włochy                                 | włoski                               | za „poetyckie dzieła, w których z jaskrawą plastycznością opisuje życie jej ojczystej wyspy, a także za głębię w podejściu do ludzkich problemów w całości”                                                                                     |
| 1927 |                       | Henri Bergson                | Francja                                | francuski                            | jako „znak uznania dla jego jaskrawych i podtrzymujących wiarę w życie idei, a także dla wyjątkowego mistrzostwa, z jakim te idee były wcielane”                                                                                                |
| 1928 |                       | Sigrid Undset                | Norwegia                               | norweski                             | za „niezapomniany opis skandynawskiego średniowiecza” |
| 1929 |                       | Thomas Mann                  | Niemcy                                 | niemiecki                            | „przede wszystkim za wielką powieść „Buddenbrookowie”, która stała się klasyką współczesnej literatury, i której popularność nieustannie rośnie”                                                                                                |
| 1930 |                       | Sinclair Lewis               | Stany Zjednoczone                      | angielski                            | za „szlachetnie podniosłą i różnorodną poezję, która zawsze wyróżniała się świeżością natchnienia i rzadko spotykaną czystością ducha” |
| 1931 |                       | Erik Axel Karlfeldt          | Szwecja                                | szwedzki                             | za „poezję Erika Axel Karlfedta” |
| 1932 |                       | John Galsworthy              | Wielka Brytania                        | angielski                            | za „wielką sztukę prozatorską której szczytem jest „Saga rodu Forsyte’ów” |
| 1933 |                       | Iwan Bunin                   | apatryda (biała emigracja)             | rosyjski                             | za „surowe mistrzostwo, z którym rozwija on tradycje klasycznej literatury rosyjskiej” |
| 1934 |                       | Luigi Pirandello             | Włochy                                 | włoski                               | za „twórczą śmiałość i wynalazczość w odrodzeniu sztuki dramaturgicznej i scenicznej” |
| 1935 | nagrody nie przyznano | nagrody nie przyznano        | nagrody nie przyznano                  | nagrody nie przyznano                | nagrody nie przyznano |
| 1936 |                       | Eugene O’Neill               | Stany Zjednoczone                      | angielski                            | za „prawdziwość i głębię utworów dramatycznych, traktujących w nowy sposób gatunek tragedii” |
| 1937 |                       | Roger Martin du Gard         | Francja                                | francuski                            | za „siłę artystyczną i prawdę w przedstawieniu człowieka, a także najbardziej odczuwalnych problemów współczesnego życia” |
| 1938 |                       | Pearl Buck                   | Stany Zjednoczone                      | angielski                            | za „wspaniały epicki opis życia chińskich chłopów i za biograficzne arcydzieła” |
| 1939 |                       | Frans Eemil Sillanpää        | Finlandia                              | fiński                               | za „głębokie przeniknięcie w życie fińskich chłopów i wyborne opisanie ich obyczajów w więzi z przyrodą” |
| 1940 | nagrody nie przyznano | nagrody nie przyznano        | nagrody nie przyznano                  | nagrody nie przyznano                | nagrody nie przyznano |
| 1941 | nagrody nie przyznano | nagrody nie przyznano        | nagrody nie przyznano                  | nagrody nie przyznano                | nagrody nie przyznano |
| 1942 | nagrody nie przyznano | nagrody nie przyznano        | nagrody nie przyznano                  | nagrody nie przyznano                | nagrody nie przyznano |
| 1943 | nagrody nie przyznano | nagrody nie przyznano        | nagrody nie przyznano                  | nagrody nie przyznano                | nagrody nie przyznano |
| 1944 |                       | Johannes Jensen              | Dania                                  | duński                               | za „rzadko spotykaną siłę i bogactwo poetyckiej wyobraźni połączone z duchowym umiłowaniem nauki i odrębnością stylu twórczego” |
| 1945 |                       | Gabriela Mistral             | Chile                                  | hiszpański                           | za „poezję prawdziwego uczucia, czyniącą jej imię symbolem idealistycznych dążeń dla całej Ameryki Łacińskiej” |
| 1946 |                       | Hermann Hesse                | Niemcy · Szwajcaria                    | niemiecki                            | za „szlachetnie podniosłą i różnorodną poezję, która zawsze wyróżniała się świeżością natchnienia i rzadko spotykaną czystością ducha” |
| 1947 |                       | André Gide                   | Francja                                | francuski                            | za „głębokie i znakomite artystycznie utwory, w których ludzkie problemy przedstawione są z nieustraszonym umiłowaniem prawdy i głęboką przenikliwością psychologiczną”                                                                         |
| 1948 |                       | Thomas Stearns Eliot         | Wielka Brytania                        | angielski                            | za „wydatny wkład nowatorski we współczesną poezję” |
| 1949 |                       | William Faulkner             | Stany Zjednoczone                      | angielski                            | za „znaczny i unikatowy z artystycznego punktu widzenia wkład w rozwój współczesnej powieści amerykańskiej” |
| 1950 |                       | Bertrand Russell             | Wielka Brytania                        | angielski                            | za to, że jest „jednym z najbłyskotliwszych przedstawicieli racjonalizmu i humanizmu, nieustraszonym bojownikiem o wolność słowa i wolność myśli na Zachodzie”                                                                                  |
| 1951 |                       | Pär Lagerkvist               | Szwecja                                | szwedzki                             | za „siłę artystyczną i absolutną niezależność sądów pisarza, który próbował w swej twórczości odnaleźć odpowiedzi na wieczne pytania stojące przed ludzkością”                                                                                  |
| 1952 |                       | François Mauriac             | Francja                                | francuski                            | za „głęboką przejrzystość duchową i siłę artystyczną, którą ukazuje w swoich powieściach dramat ludzkiego życia” |
| 1953 |                       | Winston Churchill            | Wielka Brytania                        | angielski                            | za „wielkie mistrzostwo utworów o charakterze historycznym i biograficznym, a także błyskotliwą sztukę oratorską, z pomocą której bronił najwyższych ludzkich wartości”                                                                         |
| 1954 |                       | Ernest Hemingway             | Stany Zjednoczone                      | angielski                            | za „mistrzostwo artystycznej narracji znacząco ukazanej ostatnio w utworze „Stary człowiek i morze” oraz za wpływ jaki wywiera na współczesny styl literacki”                                                                                   |
| 1955 |                       | Halldór Laxness              | Islandia                               | islandzki                            | za „wyrazistą siłę epicką, która odrodziła wielką sztukę prozatorską Islandii” |
| 1956 |                       | Juan Ramón Jiménez           | Hiszpania                              | hiszpański                           | za „poezję liryczną, wzór wielkiego ducha i czystości artystycznej w hiszpańskiej poezji” |
| 1957 |                       | Albert Camus                 | Francja                                | francuski                            | za „ogromny wkład w literaturę, ukazującą znaczenie ludzkiego sumienia” |
| 1958 |                       | Boris Pasternak              | Związek Radziecki                      | rosyjski                             | za „znaczące osiągnięcia we współczesnej poezji lirycznej, a także za kontynuowanie tradycji wielkiej prozy epickiej” |
| 1959 |                       | Salvatore Quasimodo          | Włochy                                 | włoski                               | za „poezję liryczną, która z klasyczną żywiołowością wyraża tragiczne doświadczenie naszych czasów” |
| 1960 |                       | Saint-John Perse             | Francja                                | francuski                            | za „wzniosłość i obrazowość”, które „odzwierciedlają uwarunkowania naszych czasów” |
| 1961 |                       | Ivo Andrić                   | Jugosławia                             | serbsko-chorwacki                    | za „siłę daru epickiego, pozwalającą w całej pełni odsłonić ludzkie losy i problemy związane z historią jego kraju” |
| 1962 |                       | John Steinbeck               | Stany Zjednoczone                      | angielski                            | za „realistyczny i poetycki dar, połączony z subtelnym humorem i ostrym widzeniem spraw socjalnych” |
| 1963 |                       | Jorgos Seferis               | Grecja                                 | grecki                               | za „wybitne utwory liryczne, oddające pokłon światu starożytnych Hellenów” |
| 1964 |                       | Jean-Paul Sartre             | Francja                                | francuski                            | za „bogatą w idee, przesiąkniętą duchem wolności i poszukiwaniami prawdy twórczość, mającą ogromny wpływ na nasze czasy” |
| 1965 |                       | Michaił Szołochow            | Związek Radziecki                      | rosyjski                             | za „siłę artystyczną i prawdziwość epopei o dońskim kozactwie w przełomowych dla Rosji czasach” |
| 1966 |                       | Samuel Agnon                 | Izrael                                 | hebrajski                            | za „głęboko oryginalną sztukę prozatorską, przenikniętą żydowskimi motywami ludowymi” |
| 1966 |                       | Nelly Sachs                  | Niemcy · Szwecja                       | niemiecki                            | za „wybitne utwory liryczne i dramatyczne, analizujące los narodu żydowskiego” |
| 1967 |                       | Miguel Ángel Asturias        | Gwatemala                              | hiszpański                           | za „wybitne osiągnięcia twórcze, u podłoża których leży zainteresowanie obyczajami i tradycją Indian Ameryki Łacińskiej” |
| 1968 |                       | Yasunari Kawabata            | Japonia                                | japoński                             | za „mistrzostwo pisarskie, które oddaje istotę japońskiej świadomości” |
| 1969 |                       | Samuel Beckett               | Irlandia                               | angielski/francuski                  | za to, że „w nowych dla dramatu i prozy formach ukazuje wzniosłość człowieka w jego skrajnym opuszczeniu” |
| 1970 |                       | Aleksandr Sołżenicyn         | Związek Radziecki                      | rosyjski                             | za „siłę moralną, zaczerpniętą z tradycji wielkiej literatury rosyjskiej” |
| 1971 |                       | Pablo Neruda                 | Chile                                  | hiszpański                           | za „poezję, która z nadzwyczajną siłą wyrażała los całego kontynentu” |
| 1972 |                       | Heinrich Böll                | Niemcy Zachodnie                       | niemiecki                            | za „twórczość, w której szeroki ogląd rzeczywistości łączy się z wielką sztuką tworzenia charakterów, twórczość, która stała się ważnym wkładem w odrodzenie niemieckiej literatury”                                                            |
| 1973 |                       | Patrick White                | Australia                              | angielski                            | za „epickie i psychologiczne mistrzostwo, dzięki któremu odkryty został nowy literacki kontynent” |
| 1974 |                       | Eyvind Johnson               | Szwecja                                | szwedzki                             | za „sztukę powieściową, przeglądającą się w czasie i przestrzeni i służącą wolności” |
| 1974 |                       | Harry Martinson              | Szwecja                                | szwedzki                             | za „twórczość, w której jest wszystko – od kropli rosy po kosmos” |
| 1975 |                       | Eugenio Montale              | Włochy                                 | włoski                               | za „znaczące osiągnięcia w poezji, która odznaczała się przenikliwością oraz wyrażaniem zupełnie pozbawionych iluzji poglądów na życie” |
| 1976 |                       | Saul Bellow                  | Stany Zjednoczone                      | angielski                            | za „humanizm i subtelną analizę współczesnej kultury, łączące się w jego twórczości” |
| 1977 |                       | Vicente Aleixandre           | Hiszpania                              | hiszpański                           | za „wybijającą się twórczość poetycką, która odzwierciedla sytuację człowieka w kosmosie i we współczesnym społeczeństwie i stanowi świadectwo odrodzenia hiszpańskiej poezji w okresie międzywojennym”                                         |
| 1978 |                       | Isaac Bashevis Singer        | Polska, · Stany Zjednoczone            | jidysz                               | za „pełną uczucia sztukę prozatorską która wyrastając z polsko-żydowskich tradycji kulturowych porusza jednocześnie odwieczne problemy” |
| 1979 |                       | Odiseas Elitis               | Grecja                                 | grecki                               | za „twórczość poetycką, która w nurcie greckiej tradycji z odczuwalną siłą i intelektualną precyzją maluje walkę człowieka o wolność i niezależność”                                                                                            |
| 1980 |                       | Czesław Miłosz               | Polska, · Stany Zjednoczone            | polski                               | za to, że „z bezkompromisową jasnością postrzegania wyraził warunki, na jakie jest wystawiony człowiek w świecie ostrego konfliktu” |
| 1981 |                       | Elias Canetti                | Wielka Brytania                        | niemiecki                            | za „utwory, odznaczające się światopoglądowym bogactwem i siłą artystyczną” |
| 1982 |                       | Gabriel García Márquez       | Kolumbia                               | hiszpański                           | za „powieści i opowiadania, w których fantazja i realizm łączą się w złożony świat poezji, odzwierciedlającej życie i konflikty całego kontynentu”                                                                                              |
| 1983 |                       | William Golding              | Wielka Brytania                        | angielski                            | za „powieści, które dopomagają zrozumieć warunki funkcjonowania człowieka we współczesnym świecie” |
| 1984 |                       | Jaroslav Seifert             | Czechosłowacja                         | czeski                               | za „przenikniętą zmysłowością, otwartością i bogactwem kreatywnej fantazji, która daje obraz ludzkiej niezłomności i wielostronności” |
| 1985 |                       | Claude Simon                 | Francja                                | francuski                            | za „połączenie w swej twórczości porządków: poetyckiego i malarskiego”, a także za „głębokie zrozumienie roli czasów w przedstawieniu człowieka”                                                                                                |
| 1986 |                       | Wole Soyinka                 | Nigeria                                | angielski                            | za to, że „w szerokiej perspektywie kulturowej i z poetyckim kolorytem kształtuje dramat istnienia” |
| 1987 |                       | Iosif Brodski                | Związek Radziecki, · Stany Zjednoczone | rosyjski (poezja), angielski (proza) | za „uniwersalne wartości całokształtu twórczości literackiej, odznaczające się jasnością myśli i poetycką siłą” |
| 1988 |                       | Nadżib Mahfuz                | Egipt                                  | arabski                              | został wyróżniony jako ten, „który przez swoje dzieła bogate w niuanse – które bywały realistyczne z fotograficzną precyzją, a czasami bywały dwuznaczne – stworzył arabski styl narracji, który można zastosować do całości gatunku ludzkiego” |
| 1989 |                       | Camilo José Cela             | Hiszpania                              | hiszpański                           | za „bogatą i mocną prozę, która z powściągliwym współczuciem ukazuje bezbronne istnienie człowieka” |
| 1990 |                       | Octavio Paz                  | Meksyk                                 | hiszpański                           | za „namiętne pisarstwo z szerokimi horyzontami, cechującymi się inteligencją emocjonalną i humanistyczną uczciwością” |
| 1991 |                       | Nadine Gordimer              | Południowa Afryka                      | angielski                            | otrzymała ją jako ta, która „przez swą wspaniałą epikę stała się wielkim dobrodziejstwem dla ludzkości” |
| 1992 |                       | Derek Walcott                | Saint Lucia                            | angielski                            | „za poetycki całokształt wielkiej jasności, wspartej historyczną wizją, wynikiem wielokulturowego zaangażowania” |
| 1993 |                       | Toni Morrison                | Stany Zjednoczone                      | angielski                            | otrzymała ją za to, że „w powieściach charakteryzujących się siłą wizji literackiej i poetyckich wartości, przedstawia najważniejsze problemy amerykańskiej rzeczywistości”                                                                     |
| 1994 |                       | Kenzaburō Ōe                 | Japonia                                | japoński                             | za „siłę i poezję w tworzeniu wyimaginowanego świata, w którym życie i mit składają się na poruszający obraz sytuacji człowieka we współczesnym świecie”                                                                                        |
| 1995 |                       | Seamus Heaney                | Irlandia                               | angielski                            | za „dzieła o lirycznej piękności i etycznej głębi, które chwalą cuda dnia codziennego i żywą przeszłość” |
| 1996 |                       | Wisława Szymborska           | Polska                                 | polski                               | za „poezję, która z ironiczną precyzją pozwala historycznemu i biologicznemu kontekstowi ukazać się we fragmentach ludzkiej rzeczywistości” |
| 1997 |                       | Dario Fo                     | Włochy                                 | włoski                               | otrzymał ją jako ten, który rywalizuje z błaznami średniowiecznymi w krytykowaniu władzy oraz popieraniu godności uciskanych |
| 1998 |                       | José Saramago                | Portugalia                             | portugalski                          | za dzieło, które „przypowieściami, podtrzymywanymi przez wyobraźnię, współczucie i ironię, stale umożliwia nam pojmowanie iluzorycznej rzeczywistości”                                                                                          |
| 1999 |                       | Günter Grass                 | Niemcy                                 | niemiecki                            | otrzymał ją jako ten, którego „swawolne czarne bajeczki portretują zapomnianą twarz historii” |
| 2000 |                       | Gao Xingjian                 | Francja                                | chiński                              | „za dzieło o uniwersalnej istotności, gorzkim wglądzie oraz językowy geniusz, które otworzyły nowe ścieżki przed chińskim powieściopisarstwem i dramatem”                                                                                       |
| 2001 |                       | V.S. Naipaul                 | Wielka Brytania                        | angielski                            | za "jednolitą perspektywę narracyjną i nieprzekupną skrupulatność, zmuszających do zobaczenia dzisiejszych skutków przeszłości" |
| 2002 |                       | Imre Kertész                 | Węgry                                  | węgierski                            | za „powieści, które przeciwstawiają osobiste doświadczenie jednostki wobec brutalnej bezstronności historii” |
| 2003 |                       | John Maxwell Coetzee         | Południowa Afryka                      | angielski                            | książki laureata odznaczają się „analityczną błyskotliwością i wymownymi dialogami” |
| 2004 |                       | Elfriede Jelinek             | Austria                                | niemiecki                            | za „demaskowanie absurdalności stereotypów społecznych w powieściach i dramatach” |
| 2005 |                       | Harold Pinter                | Wielka Brytania                        | angielski                            | za „odkrywanie przepaści pod codzienną gadaniną i wymuszanie wejścia do zamkniętych przestrzeni ucisku” |
| 2006 |                       | Orhan Pamuk                  | Turcja                                 | turecki                              | nagrodzono pisarza, który „w poszukiwaniu melancholijnej duszy swojego rodzinnego miasta odkrył nowe symbole zderzenia i przenikania się kultur”                                                                                                |
| 2007 |                       | Doris Lessing                | Wielka Brytania                        | angielski                            | „jej epicka proza jest wyrazem kobiecych doświadczeń. Przedstawia je z pewnym dystansem, sceptycyzmem, ale też z ogniem i wizjonerską siłą” |
| 2008 |                       | Jean-Marie Gustave Le Clézio | Francja, · Mauritius                   | francuski                            | za „nowe odkrycia, poetycką przygodę i sensualną ekstazę, badanie człowieczeństwa ponad i poza granicami cywilizacji” |
| 2009 |                       | Herta Müller                 | Niemcy                                 | niemiecki                            | jako ta, „która łącząc intensywność poezji i szczerość prozy przedstawia świat wykorzenionych” |
| 2010 |                       | Mario Vargas Llosa           | Peru                                   | hiszpański                           | za „odwzorowanie struktur władzy i stanowcze obrazy indywidualnego oporu, buntu i porażki” |
| 2011 |                       | Tomas Tranströmer            | Szwecja                                | szwedzki                             | za „zwięzłe, przejrzyste obrazy, które dają nam świeży dostęp do rzeczywistości” |
| 2012 |                       | Mo Yan                       | Chiny                                  | chiński                              | jako ten, „który z halucynacyjnym realizmem łączy opowieści ludowe, historię i współczesność” |
| 2013 |                       | Alice Munro                  | Kanada                                 | angielski                            | jako „mistrzyni współczesnego opowiadania” |
| 2014 |                       | Patrick Modiano              | Francja                                | francuski                            | za „sztukę pamięci i dzieła, w których uchwycił najbardziej niepojęte ludzkie losy i odkrywał świat czasu okupacji” |
| 2015 |                       | Swiatłana Aleksijewicz       | Białoruś                               | rosyjski                             | za „polifoniczny pomnik dla cierpienia i odwagi w naszych czasach” |
| 2016 |                       | Bob Dylan                    | Stany Zjednoczone                      | angielski                            | za „stworzenie nowych form poetyckiej ekspresji w ramach wielkiej tradycji amerykańskiej pieśni” |
| 2017 |                       | Kazuo Ishiguro               | Wielka Brytania                        | angielski                            | jako ten, „który w powieściach o potężnej sile emocjonalnej odsłonił otchłań pod naszym iluzorycznym poczuciem łączności ze światem” |
| 2018 |                       | Olga Tokarczuk               | Polska                                 | polski                               | „za wyobraźnię narracyjną, która z encyklopedyczną pasją reprezentuje przekraczanie granic jako formę życia” |
| 2019 |                       | Peter Handke                 | Austria                                | niemiecki                            | „za wpływową pracę, która z językową pomysłowością badała peryferie i specyfikę ludzkiego doświadczenia” |
| 2020 |                       | Louise Glück                 | Stany Zjednoczone                      | angielski                            | „za jej niepowtarzalny, poetycki głos, który surowym pięknem czyni indywidualne istnienie powszechnym” |
| 2021 |                       | Abdulrazak Gurnah            | Tanzania, · Wielka Brytania            | angielski                            | „za bezkompromisową i współczującą penetrację skutków kolonializmu i losu uchodźcy w przepaści między kulturami i kontynentami” |
| 2022 |                       | Annie Ernaux                 | Francja                                | francuski                            | „za odwagę i kliniczną przenikliwość, z jaką odkrywa korzenie, alienacje i zbiorowe ograniczenia osobistej pamięci” |
| 2023 |                       | Jon Fosse                    | Norwegia                               | nynorsk                              | „za jego nowatorskie sztuki i prozę, które dają wyraz niewysłowionemu” |
| 2024 |                       | Han Kang                     | Korea Południowa                       | koreański                            | „za intensywną prozę poetycką, która mierzy się z historycznymi traumami i obnaża kruchość ludzkiego życia” |